# Fap Sanos S-115
Fap Sanos S-115 je oznaka enojnega klasičnega visokopodnega mestnega avtobusa, ki so jih izdelovali za potrebe jugoslovanskega trga v skopski tovarni "FAS 11. oktomvri".  
Avtobus je poganjal nekoliko izboljšan, a preverjen Mercedesov podpodni ležeči motor OM 447H, kakršni so bili vgrajeni v model Mercedes-Benz O 317. Nameščen je bil med prvo in drugo pogonsko osjo.
Vozilo je bilo na voljo v dveh izvedenkah, in sicer:
- enojni standardni avtobus dolžine 12 m,
- zglobni avtobus dolžine 18 m z oznako S-200.

## Tehnični podatki
- vrtina/gib: 128/155
- prostornina: 11.960 cm3
- moč motorja: 177 kW
- menjalnik: 5-stopenjski
- št. sedežev: 30 + 1
- št. stojišč: 80
- največja dovoljena skupna masa: 16.000 kg
- teža praznega vozila: 9.440 kg
- št. vrat: 3

## Galerija slik
- Armatura
- Avtobus v remizi